# Barbara (énekes)
Barbara, eredeti nevén Monique Andrée Serf (Párizs, 1930. június 9. – Neuilly-sur-Seine, 1997. november 24.) francia sanzonénekesnő.

## Élete
Egy párizsi zsidó család második gyermekeként született; apja elzászi, anyja orosz származású. 10 éves volt, amikor rokonaival együtt el kellett menekülnie a németek elől. Egy éven át bujkált szüleivel egy dél-franciaországi faluban. A háború után, 1947-ben kezdett hallgatni klasszikus zenét a párizsi konzervatóriumban, Gabriel Paulet tenornál.
1950 és 1952 között Brüsszelben élt, ahol sűrűn megfordult művészkörökben. Miután visszatért Párizsba, megismerkedett Jacques Brellel, majd Georges Brassens-szel. 1957-ben Brüsszelben vették lemezre első dalát. Az 1960-as években karrierje lendületet kapott, az 1965-ben megjelent Barbara chante Barbara albuma nagy sikert hozott. Legismertebb dala a L'aigle noir (Fekete sas). 1988-ban a Becsületrend lovagja lett. 1997-ben súlyosbodó légzési problémái következtében hunyt el.

## Albumok
- Barbara à l'Ecluse (1959) - live-album
- Barbara chante Barbara (1965)
- Barbara singt Barbara (1967)
- Ma plus belle histoire d'amour (1967)
- Le soleil noir (1968)
- Madame (1970)
- L'aigle noir (1970)
- La fleur d'amour (1972)
- Amours incestueuses (1972)
- La louve (1973)
- Seule (1981)
- Barbara (1996)
- Femme piano (1997) – best of lemez

## Legismertebb dalai

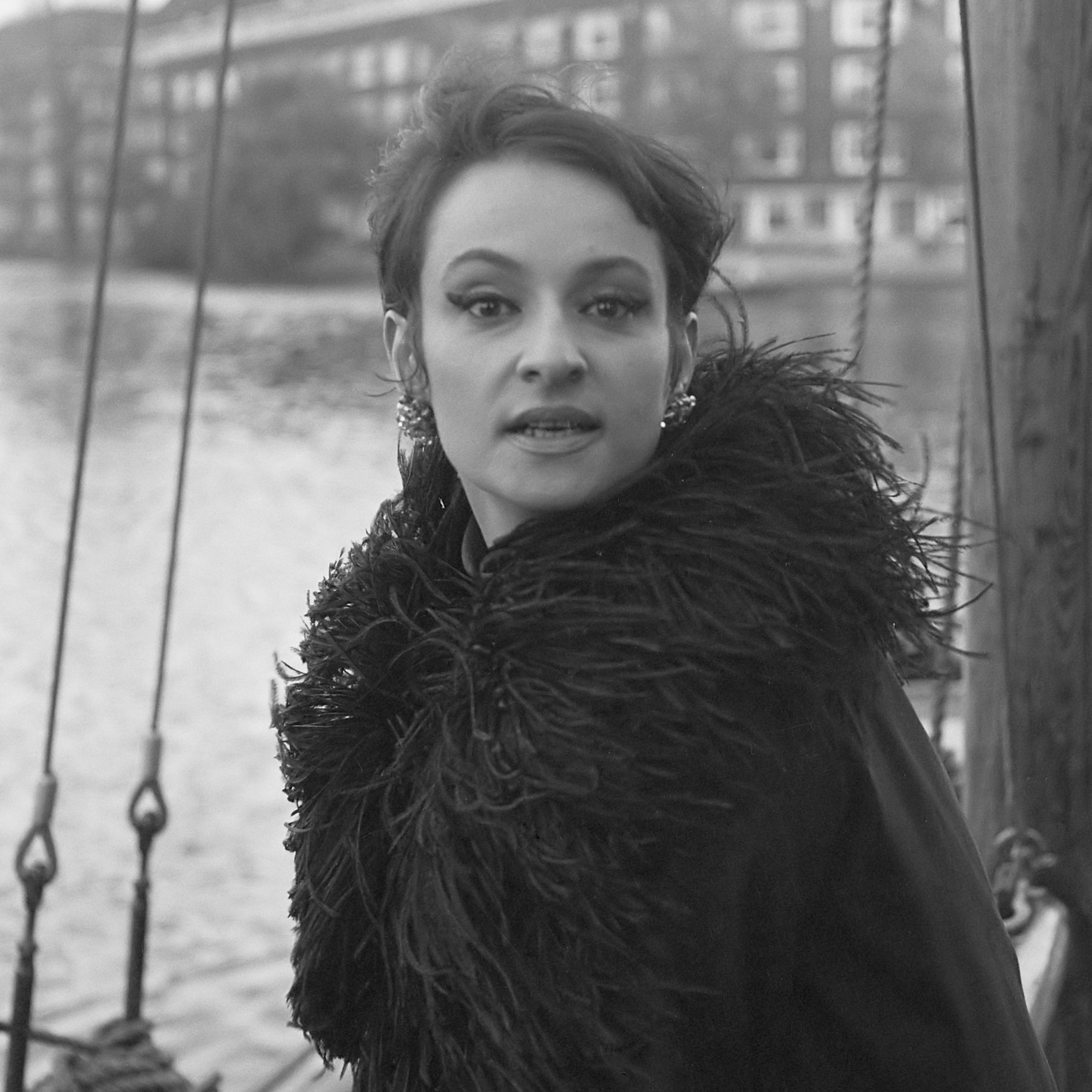
1965

- Ma plus belle histoire d'amour
- Göttingen(wd)
- La solitude
- Nantes(wd)
- L'aigle noir(wd)
- Une petite cantate
- Marienbad